# 連邦政治交渉協議委員会
連邦政治交渉協議委員会（れんぽせいじこうしょうきょうぎいいんかい、ビルマ語: ပြည်ထောင်စုနိုင်ငံရေးဆွေးနွေးညှိနှိုင်းရေးကော်မတီ 英語: Federal Political Negotiation and Consultative Committee, 略称FPNCC）は中央政府と交渉するためのミャンマーの少数民族武装組織による連合体・同盟である。FPNCCのうちアラカン軍 (AA)、カチン独立軍 (KIA)、ミャンマー民族民主同盟軍 (MNDAA)、タアン民族解放軍 (TNLA)の4組織は北部同盟の構成組織である。FPNCCはミャンマー最大の少数民族武装組織の連合体である。中国政府は公式にFPNCCに関与しており、FPNCCを中央政府と交渉する少数民族武装組織の連合体として認識している。
FPNCCは2017年4月19日にワ州連合軍の本部所在地、パンサンで設立された。FPNCCはビルマ統一民族連邦評議会の失敗を踏まえて結成された同盟であり、構成組織のうち4組織(KIA・SSPP・MNDAA・TNLA)は同評議会に所属していた。発足時の7組織は全て全国停戦合意非署名勢力である。
2023年3月、2021年ミャンマークーデター後のミャンマー内戦の最中、FPNCCは公式に中国に対してミャンマー危機の収拾を呼びかけた。

## 構成団体
2024年現在、FPNCCの構成団体は以下である。
| 構成団体                             | 軍事部門                         |
| ------------------------------------ | -------------------------------- |
| ワ州連合党 (UWSP)                    | ワ州連合軍 (UWSA)                |
| カチン独立機構 (KIO)                 | カチン独立軍 (KIA)               |
| ミャンマー民族正義党 (MNTJP)         | ミャンマー民族民主同盟軍 (MNDAA) |
| パラウン州解放戦線 (PSLF)            | タアン民族解放軍 (TNLA)          |
| シャン州第四特区平和団結委員会 (PSC) | シャン州東部民族民主同盟軍(NDAA) |
| シャン州進歩党 (SSPP)                | シャン州軍 (北) (SSA-N)          |
| アラカン統一連盟 (ULA)               | アラカン軍 (AA)                  |

同委員会の構成組織の一部は互いに同盟を結成している。MNDAA、AA、TNLAは三兄弟同盟を結成しており、これにKIAを加えたものが北部同盟である。

## 構成組織間の不和
FPNCCは、KIAとTNLA、KIAとMNDAA、TNLAとSSA-N、TNLAとMNDAAが互いに衝突するなど構成組織間の緊張状態を抱えている。ワ州連合軍がこれらの紛争の調停を試みている。

### KIAとTNLA
カチン族は「カチン準州」と呼ばれるシャン州北部に多く居住する。1946年から1947年にかけてビルマ政庁はシャン州北部の一部を「カチン準州」として認定しており、1950年代にはシャン州政府にも公式にこれを認定した。カチン独立機構（KIO）とカチン独立軍（KIA）はそれぞれ1960年と1961年にこの「カチン準州」で結成された。カチン族とタアン族は長らく共存しており、KIOはタアン族の軍隊の設立を二世代にわたって支援してきた。
1966年にシャン州軍第1旅団傘下にあったタアン族2個大隊（第5・第6大隊）がパラウン民族軍（Palaung National Force: PNF）として独立した。1968年から1969年にかけて2個大隊は分裂し、第5大隊はKIOと同盟関係を形成した。そして同大隊は1976年にパラウン州解放機構/軍（PSLO/A）となり、KIOと永久同盟を締結したが、PSLO/Aは2005年に軍事政権に降伏した。KIO/KIAはその後2011年にミャンマー軍との戦闘が再開するまでタアン族を保護する役割を果たした。
その後、KIOはパラウン州解放戦線/タアン民族解放軍（PSLF/TNLA）の設立を支援し、2011年に永久同盟を締結した。しかし、2015年以降、TNLAはワ州連合軍との結びつきを強め、KIAとは疎遠となった。TNLAはKIA第4・6・10旅団の管轄区域をパラウン州として主張し、カチン族の民間人に対しても暴力行為を行っているとされる。
2023年12月、TNLAがクカイとナンパカの間のハイウェイ上の橋を守るミャンマー軍の前哨基地を攻撃したが、KIAが戦闘後に到着するとTNLAとKIAが橋の管理を巡って対立する事態となった。2024年1月8日、TNLAがクカイを占領し、行政機構を置いた。同年2月4日、翌5日のカチン革命記念日を祝うとして約50人のKIA部隊がクカイに進駐した。KIAはカチン旗を掲げるように住民に呼びかけたが、TNLAは強制的にカチン旗を撤去させた。
同年4月19日にはクカイ郡区TNLAとKIAの間で銃撃戦が発生するなど緊張が高まった。同月下旬、TNLAはクカイを統治する唯一の組織であると宣言した。TNLAはKIAに対して4月中にナムトゥとクカイから退去するように繰り返し通告し、ムセ地区ナムオム村のKIAに対しても退去するように通告した。なお、この件に関する下級兵士レベルの問題は中央委員会の介入により解決された。
同年5月下旬、TNLAはFPNCCに対し、KIAがモンボー・オーイラウ間にあるボーホーチャン鉱山の管理を混乱させていると訴えた。同年6月10日、KIAはモンボー・オーイラウ間の道路を封鎖し、TNLAが鉱山から鉱物を輸送するのを妨げた。TNLAはKIAが民間人の輸送を妨げていると非難し、また、KIAがシュエガス・石油パイプラインに沿ってナムトゥからモンボー、モンウィー、ナムカムまでの道路を封鎖していると訴えた。同月下旬、TNLAはKIAと対話を通して紛争を解決する意思を示した。
2024年7月10日、TNLAはナムトゥにおいてKIAの将校を逮捕し、翌11日に釈放した。同月15日、TNLAはナムトゥでKIA兵士3人とカチン族の若者3人を殴打して逮捕した。TNLAは翌16日に全員を釈放した。
2025年1月、TNLAはモンウィーのKIAキャンプを攻撃し、TNLAとKIAの間で領土紛争が勃発した。

### KIAとMNDAA
2024年2月、MNDAAはパンサイにおいてKIAとSSPPが軍服を着たり武装したりしたまま通行することを禁じた。同年4月23日、MNDAAはモンコーのKIA事務所を封鎖した。同月、MNDAAはモンコーで建設が予定されていたカチン族コミュニティによるマナウホールの建設を禁止した。
同年6月11日、シャン州北部のカンメイン村では、KIO/KIAがNUGと協力して高校を再開しようとしたが、MNDAAは中国語学校として開校されるべきであるとして再開を妨害した。
2025年1月21日、ムセ郡区モンボー地区では市場の税金徴収をめぐり、KIAとMNDAAの対立が勃発した。KIAは従来よりモンボーで活動してきたが、MNDAA第511旅団は1027作戦でパンサイとモンコーを占領しており、支配地域が飛地状になっているためモンボーに行政を確立したい狙いがあり、対立に至ったとされる。